# Suore maestre di Santa Dorotea
Le Suore Maestre di Santa Dorotea sono un istituto religioso femminile di diritto pontificio: le suore di questa congregazione, dette popolarmente Dorotee di Venezia, pospongono al loro nome la sigla S.M.S.D.

## Storia

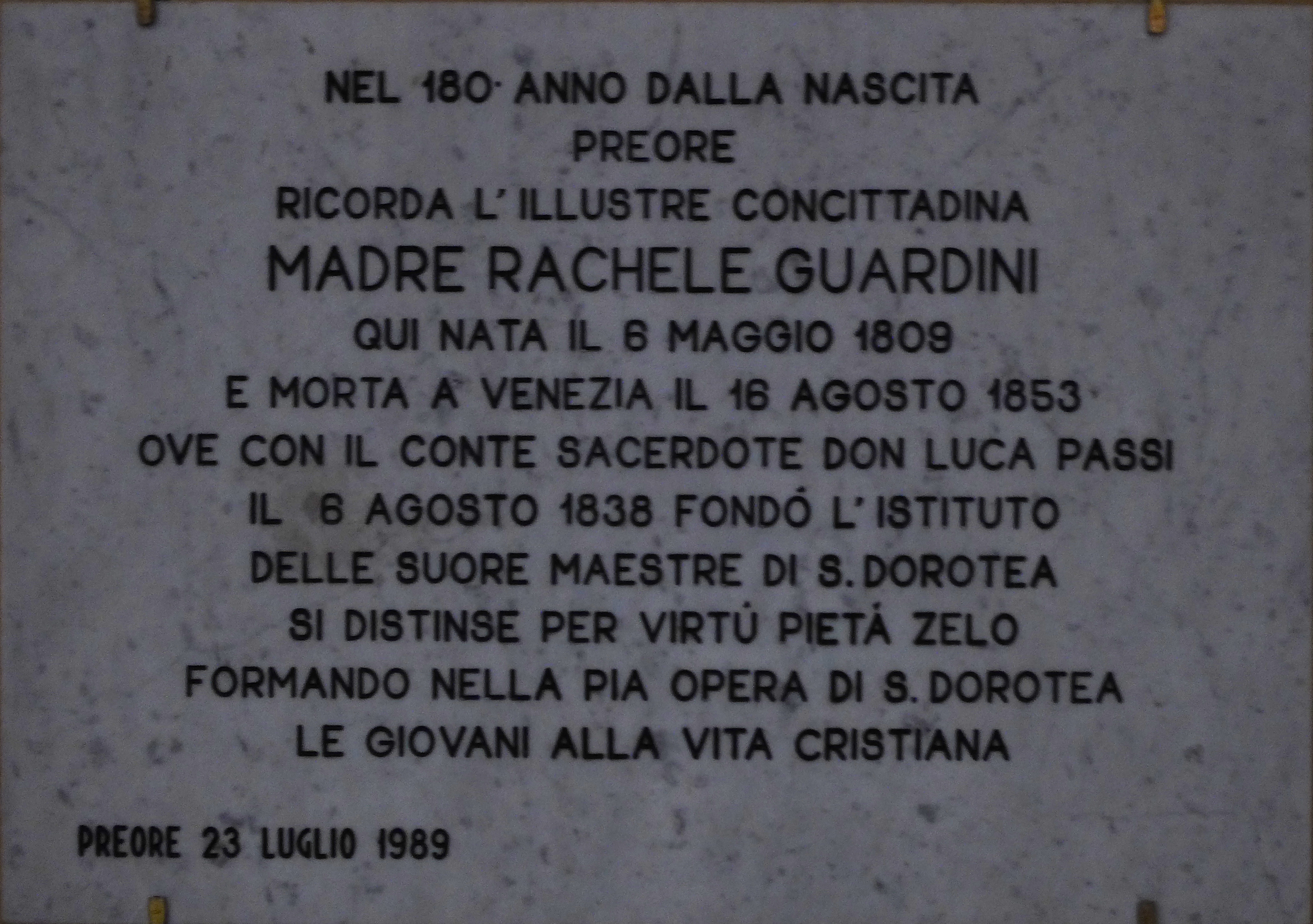
Targa in memoria di madre Rachele Guardini, cofondatrice dell'istituto, nella chiesa di Santa Maria Maddalena di Preore

La congregazione deriva da un convento sorto a Venezia nel 1821 a opera del sacerdote Lorenzo Barbaro, in cui erano attive circa venti suore insegnanti (dette Figlie dell'Addolorata): il 6 agosto 1838 la comunità si affiliò all'istituto delle Maestre di Santa Dorotea di Vicenza, fondato da Giovanni Antonio Farina con l'aiuto di Luca Passi (1789-1866), promotore dell'Opera di Santa Dorotea.
Il 18 febbraio 1840 la casa di Venezia venne resa autonoma dalla congregazione vicentina. L'istituto ottenne il pontificio decreto di lode l'8 luglio 1891 e le sue costituzioni ricevettero l'approvazione definitiva di papa Pio X il 20 dicembre 1905.
Da una filiale di Venezia fondata a Cemmo si sviluppò una congregazione autonoma di Suore di Santa Dorotea.

## Attività e diffusione
Le Dorotee si dedicano all'istruzione e all'educazione cristiana della gioventù.
Oltre che in Italia, sono presenti in Albania, nelle Americhe (Bolivia, Brasile, Colombia) e in Africa (Burundi, Camerun, Repubblica Democratica del Congo, Madagascar): la sede generalizia è a Roma.
Al 31 dicembre 2005, la congregazione contava 613 religiose in 75 case.